# Кержнер, Изяслав Моисеевич
Кержнер, Изяслав Моисеевич (6 марта 1936 года — 29 мая 2008 года) — советский и российский энтомолог, главный научный сотрудник Зоологического института, крупнейший специалист по полужесткокрылым насекомым, доктор биологических наук, профессор, член Международной комиссии по зоологической номенклатуре.

## Биография
Родился 6 марта 1936 года в г. Днепропетровск (Украина). В годы войны находился в эвакуации в Омске.
- 1953—1956 — учёба в Кишиневском университете
- 1956—1958 — учёба в Ленинградском университете
- 1958 — начало работы в Зоологическом институте, г. Ленинград
- 1965 — защита кандидатской диссертации по хищным полужесткокрылым сем. Nabidae фауны СССР под руководством профессора А. Н. Кириченко
- 1990 — защита докторской диссертации

Умер 29 мая 2008 года.

### Зоологическая номенклатура
Изяслав Моисеевич Кержнер был крупнейшим в стране специалистом во всех тонкостях зоологической номенклатуры, был членом Номенклатурной комиссии и переводчиком на русский язык нескольких последовательных редакций «Международного кодекса зоологической номенклатуры», его консультациями пользовались многие систематики. Единственный и последний член в Международной комиссии по зоологической номенклатуре от России.
- «Выдающийся, даже великий энтомолог и последний знаток зоологической номенклатуры»[1]
- На праздновании 70-летнего юбилея его назвали символом Зоологического института АН СССР[2]

Над «Record»-ом застыл старик сутулый, 

То Слава Кержнер — жрец номенклатуры.

Всю жизнь свою с чредой ночей бессонных

Он был влюблен в клопов, глазков лишенных. 
 /В стихотворении содержатся неточности: 1) друзья и близкие коллеги называли Изяслава Моисеевича Изей, а не Славой; 2) основным объектом изучения И.М. были клопы сем. Nabidae, имеющие глазки/

### Редактор
Благодаря его редакционно-издательской деятельности выпускались много лет сборники «Насекомые Монголии» (11 томов), а позднее — журнал «Zoosystematica Rossica» (16 годовых комплектов).
Был полиглотом, знал немецкий, французский, английский, древнегреческий, латинский, испанский и другие языки.

### Научно-организационная работа
Член Международной комитета по зоологической номенклатуре, Секретарь Российского комитета по зоологической номенклатуре, входил в состав Ученого совета и Библиотечного совета Зоологического института, Совета и Президиума Русского энтомологического общества, был членом Совета Международного общества гемиптерологов, почетным членом Русского и Венгерского энтомологических обществ.

### Экспедиции
СССР, Монголия, Куба, Мексика, США, Израиль.

## Новые виды
За свою жизнь И. М. Кержнер описал 33 новых рода полужесткокрылых, 10 новых подродов, 358 видов и 29 подвидов.

## Основные работы
В 1958—2008 годах им опубликованы 276 работ.
- Кержнер И. М., Ячевский Т. Л. 1964. Отряд Hemiptera (Heteroptera) — Полужесткокрылые, или клопы // Определитель насекомых европейской части СССР (под ред. Г. Я. Бей-Биенко). Т. 1. — М.-Л.: Наука. — С. 655—845.
- Кержнер И. М. 1972. К истории изучения энтомофауны Монгольской Народной Республики // Насекомые Монголии. — Л.: Наука. Вып. 1. — С. 57-112.
- Кириченко А. Н., Кержнер И. М. 1972. Наземные полужесткокрылые (Heteroptera) Монгольской Народной Республики, I // Насекомые Монголии. — Л.: Наука. Вып. 1. — С. 383—428.
- Кержнер И. М. 1979. Новые полужесткокрылые (Heteroptera) с Дальнего Востока СССР // Труды Зоологического института АН СССР. Т. 81. — С. 14-65.
- Кержнер И. М. 1981. Полужесткокрылые семейства Nabidae // Фауна СССР. Насекомые хоботные. Т. 13. Вып. 2. — Л. — 326 с.
- Kerzhner I. M., Josifov M. 1999. Family Miridae // Catalogue of the Heteroptera of the Palaearctic Region (B. Aukema, Ch. Rieger eds.). Vol. 3. P. 1-576.